# 情場就是戰場
《情場就是戰場》是鳳飛飛個人第十七張專輯；第四張單曲（7吋唱片）；1975年3月海山唱片發行。
收錄鄭少秋、湯蘭花主演電影《情場戰場》主題曲與插曲。

## 專輯曲目
| 曲序 | 曲名         | 作詞 | 作曲   | 編曲 | 長度 | 備註                                |
| A1   | 情場就是戰場 | 范丹 | 林家慶 |      |      | 電影〈情場戰場〉主題曲              |
| A2   | 姑娘如花     | 范丹 | 林家慶 |      |      | 電影《情場戰場》插曲                |
| B1   | 天堂         |      |        |      |      | 演唱人：鄭少秋 電影《情場戰場》插曲 |
| B2   | 熱戀         | 范丹 | 林家慶 |      |      | 女聲：江蕾 電影《情場戰場》插曲     |

## 專輯版本
- 黑膠唱片[1]
  - 1975年3月海山唱片發行

## 海外版發行資訊
鳳飛飛《情場就是戰場》電影原聲帶在海外的發行形式與台灣不同。《情場戰場》電影即使已經於1975年7月首映，但不知何故電影原聲帶專輯延遲至於1978年才首度發行。
有別於台灣以單曲（45轉黑膠）形式發行，海外版以電影原聲帶+精選（33轉黑膠）形式發行。此海外版的特點為：
1. 獨家收錄台灣未發行歌曲-鳳飛飛+江蕾《人生不能沒有愛》
2. 額外收錄湯蘭花演唱的兩首歌曲《白眼狼》《紅燈綠酒》
3. 一些鳳飛飛歌曲的歌名不知何故被篡改
有別於以往新加坡大聯機構主導發行海外版，此唱片由香港基奧唱片（大聯機構）主導發行海外版。

## 海外版電影原聲帶曲目
| 曲序 | 曲名             | 作詞   | 作曲   | 編曲 | 長度  | 備註                                                                                      |
| A1   | 人生不能沒有愛   |        |        |      |       | 演唱人：鳳飛飛、江蕾 電影《情場戰場》插曲                                                 |
| A2   | 山歌對唱（熱戀） | 范丹   | 林家慶 |      |       | 演唱人：鳳飛飛、江蕾 電影《情場戰場》插曲                                                 |
| A3   | 情場就是戰場     | 范丹   | 林家慶 |      |       | 演唱人：鳳飛飛 電影〈情場戰場〉主題曲                                                     |
| A4   | 聲聲叮嚀         | 劉慈   | 黃敏   |      | 2'58  | 演唱人：鳳飛飛 原歌名：叮嚀 電影《五嬌娃》插曲 原收錄於1975年《鄉下畢業生》合輯           |
| A5   | 萬里晴空         | 劉家昌 | 劉家昌 |      | 2'17" | 演唱人：鳳飛飛 電影《萬里晴空》主題曲                                                     |
| A6   | 天堂             |        |        |      |       | 演唱人：鄭少秋（此唱片封套誤植為鳳飛飛） 電影《情場戰場》插曲                             |
| A7   | 我認識你         | 陳浩   | 劉家昌 |      |       | 演唱人：鳳飛飛 原歌名：當我認識你 原收錄於1975年《當我認識你》專輯 電影《避孕大全》主題曲 |
| B1   | 白眼狼           |        |        |      |       | 演唱人：湯蘭花                                                                            |
| B2   | 紅燈綠酒         |        |        |      |       | 演唱人：湯蘭花                                                                            |
| B3   | 姑娘如花         | 范丹   | 林家慶 |      |       | 演唱人：鳳飛飛 電影《情場戰場》插曲                                                       |
| B4   | 巧合             | 莊奴   | 湯尼   |      |       | 演唱人：鳳飛飛 原收錄於1975年《巧合 (鳳飛飛專輯)》專輯 電影《我愛傻瓜》插曲               |
| B5   | 城裡比鄉下好     | 孫儀   | 劉家昌 |      |       | 演唱人：鳳飛飛 電影《鄉下畢業生》主題曲                                                   |
| B6   | 流雲一朵         | 莊奴   | 駱明道 |      |       | 演唱人：鳳飛飛 原歌名：流雲 電影《流雲》主題曲                                            |
| B7   | 雪花片片         | 孫儀   | 劉家昌 |      |       | 演唱人：鳳飛飛 電影《雪花片片》主題曲                                                     |

## 海外版電影原聲帶版本
- 黑膠唱片
  - 1978年香港基奧唱片（大聯機構）發行
    - 新加坡、馬來西亞總代理：優雅文娛企業私人有限公司

## 外部連結
. Discogs.   [2024-10-19].